# Спартако Шергат
Спартако Шергат (італ. Spartaco Schergat, 12 липня 1920, Каподістрія — 23 березня 1996, Трієст) — італійський військовик учасник Другої світової війни, нагороджений Золотою медаллю «За військову доблесть».

## Біографія
Спартако Шергат народився 12 липня 1920 року у місті Каподістрія. У 1940 році добровільно вступив до складу ВМС Італії. Навчався у Корпусі військово-морських екіпажів (італ. Corpo degli equipaggi militari marittimi), до отримав фах водолаза. Після закінчення був скерований до складу 10-ї флотилії МАС.
У травні та вересні 1941 року брав участь в акціях проти Гібралтару, за що був нагороджений Воєнним хрестом «За військову доблесть» та Бронзовою медаллю «За військову доблесть» відповідно.
У грудні того ж року брав участь у рейді на Александрію.
Разом з Антоніо Марчелья заклав під британський лінкор «Квін Елізабет» та успішно покинули гавань. О 6 ранку пролунав вибух, який вивів лінкор зі строю на 9 місяців. 
Марчелья та Шергат вибрались на берег та вирушили до пункту, де їх очікував підводний човен, але наступного дня були схоплені поліцією. Утримувався у таборі для військовополонених в Палестині.
Після капітуляції Італії Спартако Шергат повернувся на батьківщину у 1944 році, де взяв участь у боротьбі з нацистами.
Після війни працював моряком в яхт-клубі в Трієсті, пізніше охоронцем в Університеті Трієста.
Помер 24 березня 1996 року в Трієсті.

## Вшанування
На честь Спартако Шергата планувалось назвати фрегат типу FREMM Spartaco Schergat (F 598), закладений у 2021 році. Але разом з однотипним Emilio Bianchi (F 599) він був проданий Єгипту.

## Нагороди
- Золота медаль «За військову доблесть»
- Бронзова медаль «За військову доблесть»
- Хрест «За військову доблесть»  (двічі)